# Грюндарфьярдарбайр
Эта статья об исландской общине Грюндарфьярдарбайр. О городе см. статью Грюндарфьордюр, а о фьорде см. статью Грюндар-фьорд.
Грюндарфьярдарбайр  (исл. Grundarfjarðarbær) — община на западе Исландии в регионе Вестюрланд. Население 862 человека, площадь 149 км²..
Община на данной территории существовала со времён заселения Исландии, получив права "торгового места" от датского короля 18 августа 1786 года. В 1950 была образована община в её современных границах с центром в городе Граварнес. С 1950 по 2000 год община имела название Эйрарсвейт (исл. Eyrarsveit), затем название было изменено на Грюндарфьярдарбайр по городу Грюндарфьордюр, являющимся единственным населённым пунктом на территории общины.
По территории общины проходит участок дороги регионального значения Снайфедльснесвегюр 54. Имеется небольшой аэропорт, который находится на полуострове в 8 км к северо-востоку от города Грюндарфьордюр.

## Население
Источник: Mannfjöldi eftir kyni, aldri og sveitarfélögum 1998-2021 (исл.). hagstofa.is. Reykjavík: Hagstofa Íslands [Статистическая служба Исландии]. Дата обращения: 16 октября 2021.